# Monarca
Il monarca (termine derivante dal latino tardo monarcha(m), che è dal greco monárchìs composto di mónos (μόνος) "solo", "unico" e -árchìs, da árchein (ἄρχειν), "governare", "comandare") è un capo di Stato che fino alla nascita delle monarchie costituzionali assommava in sé i tre poteri dello Stato (legislativo, esecutivo e giudiziario).
Il termine sovrano ha invece un valore generico, e comprende i vari titoli usati nelle singole monarchie.

Luigi XIV di Francia (Museo del Louvre)

## Storia
Concettualmente il monarca è stato sinonimo di titoli diversi dipesi dalle vicissitudini storiche del paese governato. Sempre storicamente sono esistite monarchie ereditarie e non.
Con l'avvento della monarchia costituzionale o "limitata" i poteri del sovrano non sono più assoluti: essa può essere parlamentare o pura, a seconda che esista o meno il principio parlamentare di necessità di un rapporto di fiducia fra potere esecutivo e legislativo; in tal caso il sovrano ha il diritto di essere consultato, il diritto di incoraggiare, il diritto di mettere in guardia.
La prima nazione a introdurre una forma di monarchia costituzionale è stata l'Inghilterra, a seguito dell'approvazione della Magna Charta.
Prime figure storiche di monarchi in stati organizzati (anche se atipici) furono gli ensi, o meglio, i sacerdoti/monarchi della civiltà sumera, in piena Mesopotamia. La prima città in assoluto governata da un ensi fu il centro urbano di Urug-Dug (o Nun-Ki), ben più conosciuta come Eridu, la città santa dei Sumeri. Vera prima e potente città-stato sumera, con un suo sacerdote-monarca, fu Uruk (2.900/2.500 a.C.).
Il nome del primo di questi particolari sovrani era Dumuzi (in accadico, Tamuzu; in ebraico Tammuz) del quale a Uruk è stato ritrovato un tempio accanto alle rovine del Grande Tempio E-anna, la Casa Celeste. Re Gilgamesh è comunque il monarca che rimane fra le più antiche, leggendarie figure del passato a cavallo fra storia e mitologia.
Il monarca rimane una figura tipica della Grecia classica più antica. È un fatto che monarchie erano le civiltà micenea e cretese. Anche quando le aristocrazie greche soppiantarono il governo delle città con le oligarchie, regioni come l'Epiro e la Macedonia conservarono invece la loro forma di stati-regno.
Fra le città elleniche fu solo Sparta a conservare il proprio monarca, ma nella forma della diarchia (presenza contemporanea di due re - in questo caso i due rappresentanti delle dinastie degli Agiadi e degli Euripontidi, che si ritenevano discendenti di Eracle). Probabilmente l'origine è da ricercarsi in una primitiva forma di governo a tre re, la triarchia, dalle primitive tre tribù doriche degli Illei, Dimani e Panfili. Col tempo una delle tre figure perse potere.

## Titoli monarchici
Nel corso della storia sono stati numerosissimi i titoli utilizzati dai sovrani, a volte più di uno contemporaneamente. I titoli attualmente utilizzati da monarchi di stati sovrani sono:
- emiro: Emirati Arabi Uniti, Kuwait, Qatar;
- granduca: Lussemburgo;
- imperatore: Giappone;
- papa, o pontefice: Città del Vaticano;
- principe: Andorra, Liechtenstein, Monaco;
- re: Arabia Saudita, Bahrain, Belgio, Bhutan, Cambogia, Danimarca, Giordania, Lesotho, Malaysia, Marocco, Norvegia, Paesi Bassi, Regno Unito (compresi tutti gli Stati del Commonwealth in cui il sovrano britannico è capo di Stato), Spagna, eSwatini, Svezia, Thailandia, Tonga;
- sultano: Brunei, Oman.

Alcuni dei titoli più utilizzati in passato sono:
- bei: Tunisia;
- califfo: vari stati arabi;
- cesare: Impero Romano;
- chhatrapati: vari stati indiani;
- chögyal: Sikkim;
- dalai lama: Tibet;
- duca: vari stati europei;
- faraone: Antico Egitto;
- giudice: Sardegna;
- Kaiser: Germania, Austria;
- khagan: Impero mongolo;
- khan: Impero mongolo;
- lakan: Filippine;
- maharaja: vari stati indiani;
- malik: vari stati arabi;
- mikado: Giappone;
- negus: Etiopia;
- nizam: Hyderabad;
- rajah: vari stati indiani;
- samraat: vari stati indiani;
- scià: Persia;
- shahanshah (re dei re): Persia;
- zar: Russia, Bulgaria.